# Idealno loša
Idealno loša es el decimotercer álbum publicado por Ceca. Salió a la venta el 17 de junio de 2006. Contiene las siguientes canciones:
1. Lepi grome moj
2. Idealno loša
3. Manta Manta
4. Pile
5. Čulo bola
6. Ponuđen kao počašćen
7. Koža pamti
8. Čudo
9. Viski
10. Rekom bez vode

## Presentación del disco
La presentación de Idealno loša se realizó el 17 de junio de 2006 en Ušće, Belgrado, Serbia, donde tuvo lugar un multitudinario concierto de unas cuatro horas de duración y en el que se dieron cita alrededor de 150 000 espectadores.
- Datos: Q3393080